# Riho Ühtegi
Riho Ühtegi, né le 15 février 1964 est un officier estonien ayant le grade de général de brigade. Depuis 2019, il dirige la Ligue de défense estonienne.

## Biographie
Riho Ühtegi est diplômé de l'Elva Gymnasium et de l'Université de Tartu. Il quitte cette dernière en 2007 avec une maîtrise en droit.

### Carrière militaire
Comme beaucoup d'estoniens, il sert dans l'armée soviétique de 1982 à 1984. Lorsque l'Estonie retrouve son indépendance, il a rejoint la ligue de défense en 1990, mais travaille à temps plein dans la police entre 1991 et 1993.
En 1994, il termine sa formation d'officier à l'Académie de la défense nationale, puis commence à travailler pour le service de renseignement des forces armées estoniennes. Au cours des années suivantes, il suit divers cours de formation continue dans des écoles militaires étrangères, et en 2006, il est déployé en Afghanistan. Il travaille ensuite comme chargé de cours à l'Académie militaire estonienne de 2007 à 2008. Après cette brève affectation, il retourne au service de renseignement et participe à une autre mission à l'étranger en Afghanistan en 2010. De 2011 à 2012, il devient attaché militaire de Géorgie. De retour dans son pays d'origine, il est nommé commandant des forces spéciales estoniennes, il occupe ce poste pendant les sept années suivantes.
En juillet 2019, il est nommé commandant de la Ligue de défense en tant que successeur de Meelis Kiili. Peu de temps après, il est promu général de brigade par la présidente Kersti Kaljulaid.

### Vie privée
Riho Ühtegi est marié et père de deux filles. En plus de sa langue maternelle, il parle également anglais et russe.